# Léon Bloy
Léon Marie Bloy (* 11. Juli 1846 in Notre-Dame-de-Sanilhac; † 3. November 1917 in Bourg-la-Reine bei Paris) war ein französischer Schriftsteller und katholischer Sprachphilosoph.

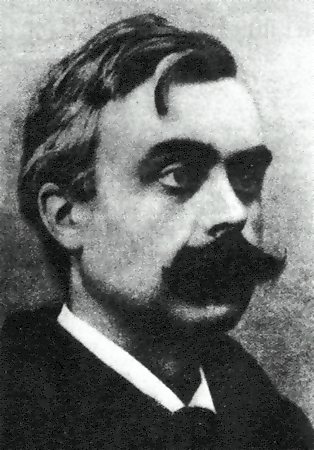
Léon Bloy (1887)

## Leben
Léon Bloy – Sohn von Jean Baptiste Bloy (1814–1877), einem freimaurerischen Ingenieur, und seiner Ehefrau Anne-Marie Carreau (1818–1877), Katholikin spanischer Herkunft – war das zweitälteste Kind von insgesamt sieben Söhnen. Die Schule brach Bloy in der vierten Gymnasialklasse ab. Danach lernte er im Büro seines Vaters technisches Zeichnen, entwarf Tragödien, begann ein Kunststudium und versuchte sich als Autor. In dieser Zeit verlor Léon Bloy seinen Glauben.
1864 ging Bloy nach Paris, um Maler zu werden. Er arbeitete jedoch zunächst als Büroangestellter und Zeichner in einer Eisenbahngesellschaft. Als rebellischer Sozialist begegnete Bloy 1867 dem Katholiken und Antirepublikaner Jules Amédée Barbey d’Aurevilly, dessen Sekretär er wurde. Durch diese Tätigkeit lernte er die Royalisten Louis de Bonald und Joseph de Maistre sowie den Traditionalisten Juan Donoso Cortés kennen. Léon Bloy studierte die Vulgata, die Schriften von Antoine Blanc de Saint-Bonnet sowie die Mystikerinnen Anna Katharina Emmerick und Angela von Foligno. Der gesamte Einfluss bewirkte, dass Bloy 1869 zum katholischen Glauben seiner Kindheit zurückkehrte.
Am Deutsch-Französischen Krieg 1870/1871 nahm Léon Bloy als Freischärler in den Mobiles de la Dordogne ohne Fronteinsatz teil. Seine Kriegserlebnisse verarbeitete er literarisch in dem Buch Sueur de Sang (1893).
Nach dem Krieg lebte Bloy bis 1873 zunächst wieder bei seinen Eltern in Périgueux. Er hatte intensive spirituelle Erlebnisse, unterrichtete seinen jüngeren Bruder und erhielt eine Stellung bei einem Anwalt. Von 1873 bis 1877 arbeitete er u. a. als Buchhalter für die Eisenbahn und als Journalist für die konservative Zeitung L’Univers. Er hatte jedoch Konflikte mit seinen Arbeitgebern und Kollegen. Bloy knüpfte Kontakte zu Ernest Hello, mit dem er sich befreundete und den er sehr verehrte und Paul Bourget. 1877 begegnete Bloy dem Abbé Tardif de Moidrey († 1879 in La Salette), der ihn in die symbolische Schriftdeutung einführte und ihm die Marienerscheinung als Wunder von La Salette nahebrachte.
Von 1877 bis 1882 unterhielt Léon Bloy eine Liebesbeziehung zur Prostituierten Anne-Marie Roulé (Véronique im Roman Le Désespéré). Er suchte mehrmals Zuflucht bei den Trappisten sowie Kartäusern, um seinem Leben eine neue Richtung zu geben. Seine Geliebte bekehrte sich zum Katholizismus; als Seherin verkündigte sie die baldige Ankunft des Heiligen Geistes und versprach Bloy ein Martyrium, welches er bis zu seinem Tod erwartete. 1882 verfiel Anne-Marie Roulé dem Wahnsinn und wurde in Caen interniert, wo sie 1907 starb. Ihr Tod stürzte Bloy in tiefe Verzweiflung und Auflehnung.
Ab 1882 hatte Bloy erste Kontakte zum Pariser Cabaret Le Chat Noir in Montmartre. Er schrieb Pamphlete, Polemiken und Beiträge für Zeitungen wie Le Figaro, La Plume, Gil Blas und Mercure de France. Gemeinsam mit Joris-Karl Huysmans und Villiers de l’Isle-Adam bildete er einen freundschaftlichen Kreis, der sich Konzil der Bettler nannte. Die Freundschaft zu Huysmans zerbrach, als der Konvertierte in einem Interview im Écho de Paris, das 1889 erschien, den religiösen Einfluss von Bloy verschwieg. In zwei Zeitungsartikeln, nämlich am 1. Juni 1891 in La Plume und am 24. Januar 1893 in Gil Blas, hat Bloy das Zerwürfnis öffentlich gemacht.
Bloys erstes Werk Le Révélateur du Globe (1884), das er Christoph Kolumbus widmete, blieb erfolglos. Er hatte eine Liebesbeziehung mit der Arbeiterin und Prostituierten Berthe Dumont, die 1885 an Tetanus starb. In seinem Roman La Femme pauvre (1897) hat der Schriftsteller sie als die Protagonistin Clotilde Maréchal dargestellt. In dieser Zeit führte Bloy ein Bohèmeleben in materiellem Elend.
1889 begegneten sich in Paris Léon Bloy und Johanne (Jeanne) Molbech (1859–1928), Tochter des dänischen Dichters Christian Molbech (1821–1888). Nach der Konversion der Verlobten zum katholischen Glauben heiratete das Paar im Jahr 1890 und reiste nach Dänemark, kehrte aber bald nach Frankreich zurück. Die Geschichte ihrer Liebe dokumentierte Bloy in seinen Lettres à sa Fiancée (1922). Der weitere Lebensweg war von Armut, Hunger, Kindstod, sozialer Stigmatisierung und fehlender Anerkennung geprägt. Die Familie wechselte in Paris und Umgebung häufig die Wohnungen. Von ihren vier Kindern starben die beiden Söhne André und Pierre 1895 an Hunger, die beiden Töchter Véronique und Madeleine überlebten. Bloys schriftstellerisches Werk entstand unter andauerndem Leiden, jedoch:
„Bloy war seinem elenden Schicksal nicht ausgeliefert, sondern wählte seine Armut selbst, weil es der einzige Weg sei, der ihn zu Gott führte.“
Erste Tagebücher hatte Bloy bereits als Jugendlicher in den Jahren 1861–1862 und 1864–1866 geführt. Im Erscheinungsjahr seines Essays Le Salut par les Juifs (1892) nahm er das Führen eines Tagebuches wieder auf, in dem er Leben, Lektüren, Entstehungsgeschichten seiner Werke und Begegnungen schilderte. Zu seinem Freundeskreis zählten:
- Jacques und Raïssa Maritain
- der Kritiker René Martineau
- der Maler Georges Rouault
- der Bildhauer Frédéric Brou
- der Pianist Ricardo Viñes
- der Komponist Georges Auric
- der Geologe Pierre Termier
- der Schriftsteller Pierre van der Meer de Walcheren
- Abbé Léonce Petit
- der Maler Henry de Groux.[6]

1916 konnte Léon Bloy ein Haus in Bourg-la-Reine beziehen, das ihm der 1914 im Krieg gefallene Charles Péguy als Erblasser vermacht hatte.

## Position
Léon Bloy sah sich in der Nachfolge biblischer Propheten, die vor dem nahen Ende der Zeiten warnten. Sein Kampf richtete sich gegen all jene, die diesen Sturz der Welt in den Abgrund entweder beschleunigen oder ihn verleugnen und dieses Verleugnen öffentlich propagieren. Die Polemik Bloys spannt sich von literarischen Fehdeschriften, bevorzugt gegen Zola und Daudet, bis hin zu Invektiven gegen Nationen und Völker, denen er vorwirft, sich in der Gottlosigkeit gut eingerichtet zu haben. Das protestantische Dänemark, das Herkunftsland seiner Frau Johanne Molbech, ist neben Deutschland und England bevorzugte Zielscheibe fundamentaler Kritik:
„Ich lebe, oder besser gesagt: ich überlebe schmerzhaft und wie durch ein Wunder hier in Dänemark, ohne Möglichkeit zu flüchten, unter unheilbaren Protestanten, die kein Licht erreicht hat – und das seit dreihundert Jahren, nachdem sich ihre Nation wie ein Mann und ohne zu zögern auf die Stimme eines schmutzigen Mönchs“ [gemeint ist Luther] „erhoben hat, um Jesus Christus zu verleugnen.“
Ursprünglich vom Symbolismus ausgehend, wandelte sich Bloy zum gläubigen Katholiken und christlichen Wahrheitsverfechter. Mit seinen späteren Werken zählt der ewige Bettler zu den Anhängern des Renouveau catholique und zu den radikalen Kritikern eines verbürgerlichten Christentums an der Wende zum 20. Jahrhundert. Der vom protestantischen Theologen Walter Nigg als bellender Hund Gottes bezeichnete Léon Bloy vertrat als Narr in Christo eine zum Urchristentum zurückstrebende Utopie und propagierte eine radikale Christusnachfolge in totaler Armut.

## Rezeption
Im deutschsprachigen Raum haben Léon Bloys Werke Rezipienten unterschiedlicher Disziplinen gefunden. Zu ihnen zählen Franz Kafka, Carl Schmitt, Ernst Jünger, Heinrich Böll, Gertrud Fussenegger und Michael Brink. In den letzten Jahren hat sich vor allem der Publizist und Übersetzer Alexander Pschera um eine Wiederentdeckung Bloys bemüht.
In seinem Werk Politische Theologie (1922) bezieht sich Carl Schmitt auf die Theoretiker der spanischen und französischen Gegenrevolution. In dieser Zeit, in der es ihm um die Fundamente seiner Kritik ging, sprachen Schmitt und der gerade konvertierte Hugo Ball bei ihrem ersten Treffen über Léon Bloy.
In seiner ersten Predigt zitierte der neu gewählte Papst Franziskus am 14. März 2013 Léon Bloy mit den Worten: „Wer nicht zum Herrn betet, betet zum Teufel.“

## Schriften

### Werke
- 1870: La Chevalière de la Mort.
- 1884: Le Révélateur du Globe. Vorwort Jules Amédée Barbey d’Aurevilly. Sauton, Paris.
- 1885: Propos d’un Entrepreneur de Démolitions.
- 1885: Le Pal.
- 1890: Christophe Colombe devant les Taureaux.
- 1892: Le Salut par les Juifs. Demay, Paris.
  - Deutsche Ausgabe: Das Heil durch die Juden. Kerle, Heidelberg 1953.
- 1893: Sueur de Sang (1870-1871). Dentu, Paris 1893.
  - Deutsche Ausgabe: Blutschweiß. Übersetzt von Alexander Pschera. Matthes & Seitz Berlin, Berlin 2010, ISBN 978-3-88221-837-4
- 1894: Histoires désobligeantes.
- 1894: Léon Bloy devant les cochons, suivi de lamentation de l’epee. Chamuel, Paris.
- 1897: La Femme Pauvre. Episode Contemporain. Bernouard, Paris.
  - Deutschsprachige Ausgaben:

Clotilde Maréchal. Übersetzt von Hans Jacob. Kompass, Basel u. Leipzig 1931; auch unter dem Titel: Das Wrack der Finsternis – Clotilde Maréchal. Wien 1933; Auszüge in: Hochland 1934.
Die Armut und die Gier. Eine zeitgenössische Episode. Übersetzt von Clemens ten Holder. Klett Stuttgart [1950].
- 1897: Le Désespéré.
  - Deutsche Ausgabe: Der Verzweifelte. Übersetzt von Alastair. Kerle, Heidelberg 1954.
- 1900: Je m’accuse. La maison d’art, Paris.
- 1900: Le Fils de Louis XVI.
- 1902: Exégèse des lieux communs. Mercure de France, Paris.
  - Deutschsprachige Ausgabe: Auslegung der Gemeinplätze, Frankfurt am Main : Eichborn 1995, Reihe Die Andere Bibliothek, ISBN 978-3-8218-4124-3, übersetzt und herausgegeben von Hans-Horst Henschen, weitere Ausgabe: Karolinger, Wien 2009, ISBN 978-3-85418-133-0.
- 1903: Les dernières colonnes de l’Église.
- 1905: Bellulaires et porchers.
- 1906: L’Epopée byzantine. (1917: Constantinople et Byzance.)
- 1908: Celle qui pleure.
- 1909: La Sang du Pauvre.
  - Deutschsprachige Ausgabe: Das Blut der Armen. Die Sprache Gottes. Zwei Schriften. Karolinger, Wien 1998, ISBN 3-85418-084-5.
- 1912: L’Ame de Napoléon. Mercure de France, Paris.
  - Deutschsprachige Ausgabe: Die Seele Napoleons. Übersetzt von Phil Schulze Dieckhoff. Books on Demand, 2010, ISBN 978-3839181645.
- 1913: Sur la tombe de Huysmans. Collection des Curiosités littéraires, Paris.
  - Deutsche Ausgabe: Über das Grab von Huysmans. Übersetzt von Ronald Voullié. Zwei Kommentare von Raoul Vaneigem (1986). Merve, Berlin 2009, ISBN 978-3-88396-264-1.
- 1914: Sueur de sang (1870–1871). Georges Cres, Paris.
  - Deutsche Ausgabe: Blutschweiß (1870–1871). Übersetzt, kommentiert und eingeleitet von Alexander Pschera. Matthes & Seitz, Berlin 2011.
- 1915: Jeanne d’Arc et l’Allemagne. George Cres, Paris.
  - Deutschsprachige Ausgabe: Das Heil durch die Juden. Jeanne d’Arc und Deutschland. Übersetzt von Clemens ten Holder u. Peter Weiß (Hrsg.). Karolinger, Wien 2002, ISBN 3-85418-103-5.
- 1917: Méditations d’un Solitaire en 1916. Mercure de France, Paris.
- 1918: Dans les Ténèbres. (Postum). Paris.
- 1925: Le Symbolisme de l’Apparition. (Postum). Mercure de France, Paris.

### Einführung
- 1918: Vie de Mélanie. Bergere de la Salette ecrite par elle-meme en 1900. Son enfance (1831–1846). Mercure de France, Paris.[9]

### Editionen
- Schrei aus der Tiefe. Übersetzt von Hans Urs von Balthasar. Johannes, Einsiedeln-Trier 1987, ISBN 3-265-10327-7.
- Unliebsame Geschichten. Erzählungen. Aus dem Französischen von Elke Wehr. Mit einem Vorwort von Jorge Luis Borges. Büchergilde, Frankfurt am Main 2007, ISBN 3-940111-04-X.
- Der beständige Zeuge Gottes/Léon Bloy. Eine Auswahl aus dem Gesamtwerk von Raïssa und Jacques Maritain. Müller, Salzburg 1953.
- Diesseits von Gut und Böse. Briefe, Tagebücher, Prosa. Übersetzt und kommentiert von Alexander Pschera. Berlin, Matthes & Seitz Berlin 2019, ISBN 978-3957576927.

### Tagebücher
- 1898: Le Mendiant ingrat (1892–1895).
- 1904: Mon Journal (1896–1900).
- 1905: Quatre ans de captivité à Cochons-sur-Marne (1900–1904).
- 1911: L’Invendable (1903–1911).
- 1911: Le Vieux de la Montagne (1907–1910).
- 1914: Le Pelerin de l’Absolu (1910–1912).
- 1916: Au Seuil de l’Apocaplypse (1913–1915).
- 1920: La Porte des Humbles (1915–1917).
- 1926–1927: Journal de Jeunesse. Cahiers Léon Bloy.
- 1999: Journal. 2 Bde. Robert Laffont, Paris.
  - Deutschsprachige Auswahl: Die Tagebücher 1892–1917. Herausgegeben von Peter Weiß. Karolinger, Wien 2008, ISBN 978-3-85418-126-2.

### Briefe
- Lettres à Véronique. (1877–1879). 1933.
  - Deutsche Ausgabe:  Briefe an Veronika. Übersetzt von Rosemarie v. Jankó. Vorwort von Jacques Maritain u. Nachwort von Karl Pfleger. Wien 1948
- Lettres à sa fiancée. (1889–1890). 1922.
  - Französische Neuauflage: Léon Bloy et Johanne Molbech. Correspondance (1889–1890). Garnier, Paris 2010, ISBN 978-2-8124-0034-6.
  - Deutsche Ausgabe: Briefe an seine Braut. Übersetzt u. eingeleitet von Karl Pfleger. Salzburg/Leipzig 1933.

### Gesamtausgaben
- 1947–1950: L´Œuvres de Léon Bloy. 20 Bde., herausgegeben v. Joseph Bollery. Bernouard, Paris.
- 1964–1975: Œuvres de Léon Bloy. 15 Bde., herausgegeben v. Joseph Bollery u. Jacques Petit. Mercure de France, Paris.[10]